# Saint-Jean-Pierre-Fixte

Saint-Jean-Pierre-Fixte este o comună în departamentul Eure-et-Loir, Franța. În 1 ianuarie 2022 avea o populație de 269 de locuitori.